# Um (cognome)
Um (엄?, 㘙, 严, 儼, 嚴?) è un cognome di lingua coreana.

## Possibili trascrizioni
Eom, Ohm, Ŏm, Oum, Uhm.

## Origine e diffusione
Eom è un cognome originario della Cina. L'antenato fondatore, Eom Im-ui (엄림의?, 嚴林義?), fu inviato in Corea dall'imperatore Xuanzong di Tang, durante il regno di Gyeongdeok di Silla. Si diceva che fosse un discendente dello studioso della dinastia Han Yan Ziling (嚴子陵), noto come Eom Ja-neung in coreano (엄자능).
Un membro della famiglia Eom, Eom Gwi-in, divenne una delle consorti reali di Seongjong di Joseon, ma fu successivamente assassinata dal suo successore, Yeonsangun. Un altro membro di questa famiglia divenne la consorte di Gojong di Corea, diventando la madre dell'ultimo principe ereditario dell'Impero coreano, Yi Un.
Si tratta del 44º cognome per diffusione in Corea secondo i dati del Korean National Statistics Office del 2015. Nel Paese è portato da circa 144660 persone.

## Persone
- Eom Ji-sung – calciatore sudcoreano